# ダニエーレ・クレスピ

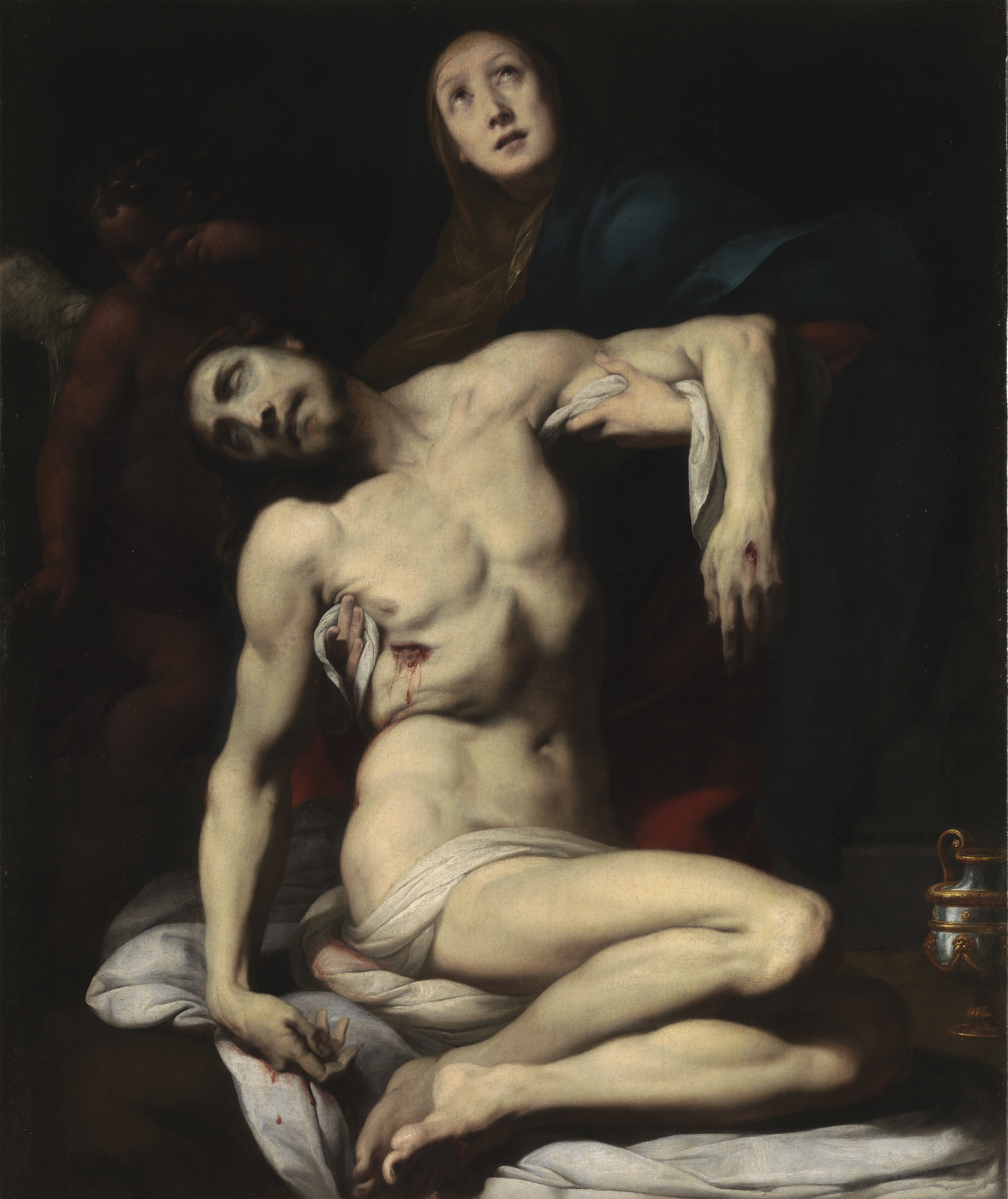
『ピエタ』 (1626年)、プラド美術館、マドリード

ダニエーレ・クレスピ (Daniele Crespi, 1598年-1630年7月19日) はイタリア・バロック期の画家で製図工である。1620年代のミラノで最も独創な芸術家の1人と見なされている。ロンバルディア地方のマニエリスムの誇張された様式を離れ、明快な形態と内容により特徴づけられる初期バロック様式を採用した。クレスピは歴史画を豊富に描いたが、肖像画によっても知られている。

## 生涯
クレスピは、本来ブスト・アルシーツィオ出身の家族に生まれた。彼自身がブスト・アルシーツィオで生まれたのかミラノで生まれたのかは不明である。彼の出生の年度は確実には知られていないが、1591年から1598年の間とみられている。彼の修業についてはあまり記録されていないものの、1619年に地元の画家グリエルモ・カッチャとともにミラノの教会の仕事をしていたことが最初に記録されている
。
クレスピの最初の師匠の1人はトリノのジュゼッペ・ヴェルミリオであった。次いで、ジョヴァンニ・バッティスタ・クレスピ、そしてジュリオ・チェーザレ・プロカッチーニに師事した。1621年に、クレスピはアカデミア・アンブロジアーナ (Accademia Ambrosiana) とかかわりをもっていた。

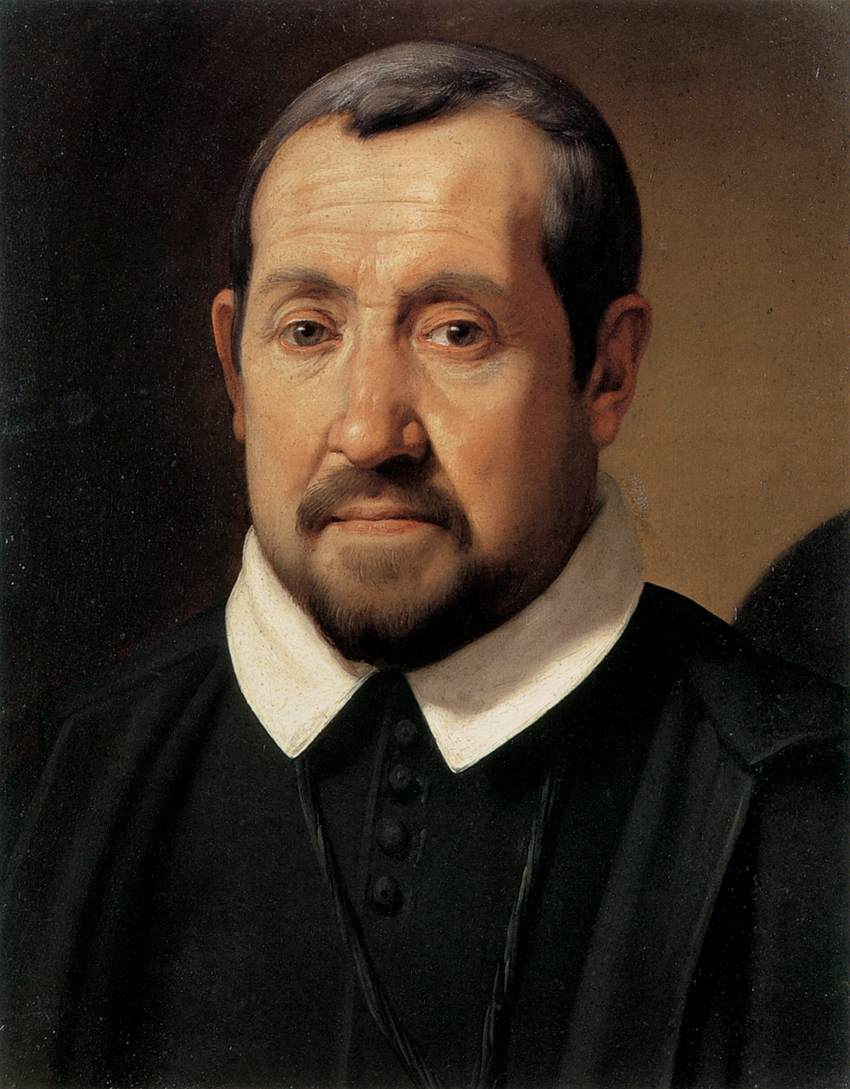
『アントニオ・オルジャーティの肖像』

クレスピは、1630年の腺ペスト禍でミラノにおいて亡くなった。彼の弟子には、メルキオッレ・ジラルディーニ (Melchiorre Giraldini) がいた。

## 作品
クレスピは、主に教会の装飾のために用いられた宗教的主題の画家とした活動したが、繊細な肖像画によっても知られる。色彩画家であり、構図の簡素な美しさによって著名である。彼の最高傑作の中には、ケルンのブルーノの生涯を描いた連作 (現在、ミラノのチェルトーザ・ディ・ガレニャーノ蔵) と『聖ステファノの石打ち』 (ブレラ美術館、ミラノ) が数えられる。
ほかの傑作として、1628年の暗い『聖カルロ・ボッロメーオの晩餐』 (サンタ・マリア・デッラ・パッショーネ教会、ミラノ) があり、北イタリアでは初期17世紀絵画のうち最も著名なものの1つである。クレスピのほかの作品はミラノやパヴィア (パヴィア大聖堂)とチェルトーザ・ディ・パヴィアで見られる。
1623年ごろに描かれた『聖パウロの回心』 (ブラントン美術館、オースティン) は、アメリカにあるクレスピの最高傑作であると見なされている。カラヴァッジョの『聖パウロの回心』 (サンタ・マリア・デル・ポポロ聖堂、ローマ) に比べると、クレスピの絵画は画家に残留していたマニエリスムの特質を示している。

## 遺産
1923年に、ブスト・アルシーツィオの高校は「ダニエーレ・クレスピ高校」と名づけられた。